# 킹소프트
킹소프트(중국어: 金山软件, 영어: Kingsoft)는 베이징에 위치한 중화인민공화국의 소프트웨어 기업이다. 1988년 치우보쥔에 의해 설립되었다. 킹소프트는 4개의 지사를 두고 있다: 비디오 게임 개발]]을 위한 Seasun, 모바일 인터넷 앱을 위한 치타 모바일, 클라우드 스토리지 플랫폼을 위한 킹소프트 클라우드, WPS 오피스를 포함한 오피스 소프트웨어를 위한 WPS. 이 기업은 홍콩 주식시장에 등재되어 있다. 보쥔은 2011년 7월 킹소프트의 주식 15.68%을 텐센트에 넘겼다.
이 기업이 개발한 저명한 게임으로는 2009년 출시한 JX 온라인 3가 있다.